# Стомак

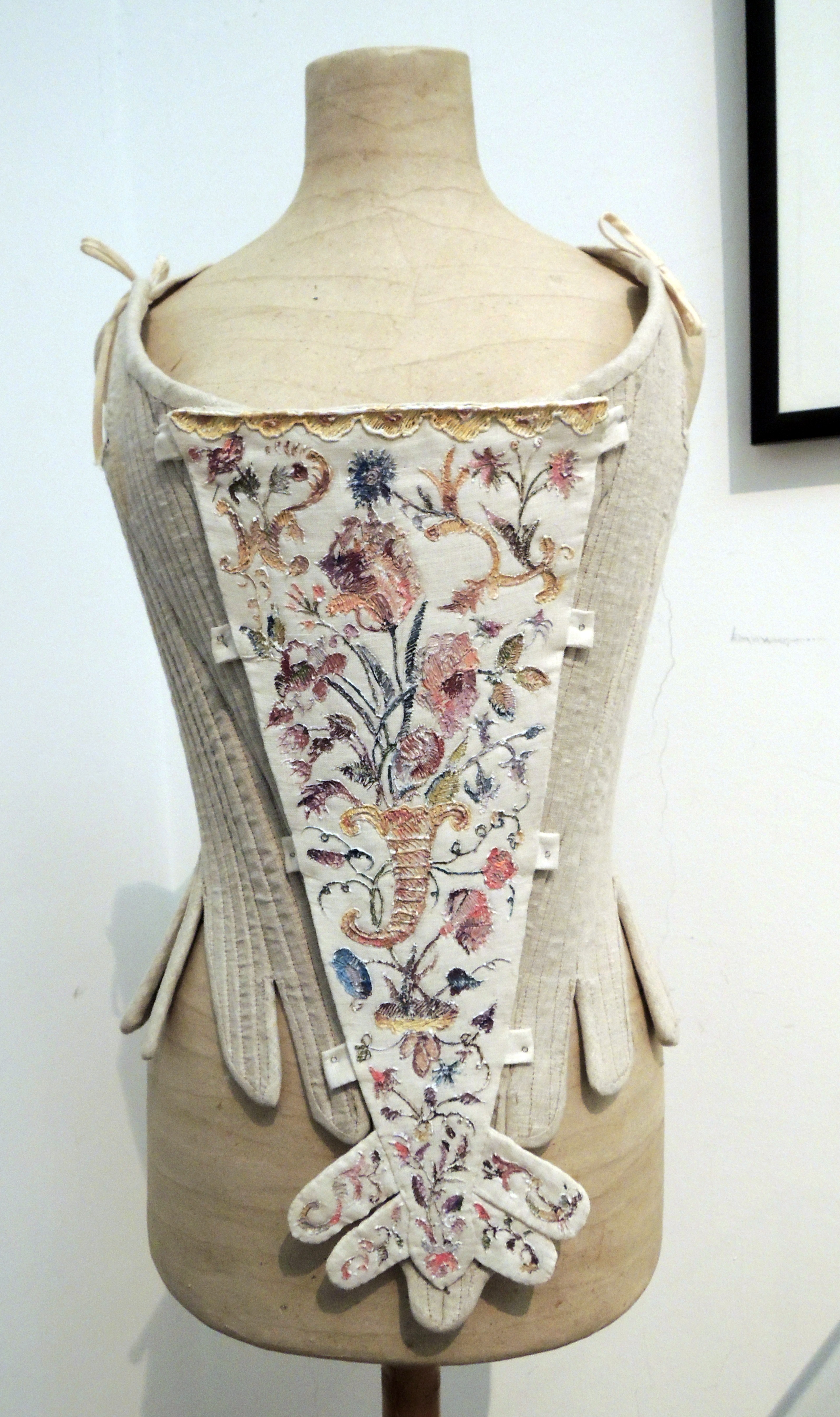
Расшитый стомак XVIII века — реконструкция Школы-Студии МХТ

Стомак (англ. stomach — «живот») — декоративная вставка для корсажа, часть европейского женского платья преимущественно XVII—XVIII веков. Стомаки наиболее характерны для моды Галантного века, но встречались и раньше, и позже, вплоть до XX века.

## XVI—XVII века
Европейские платья Нового времени были сложными по крою, многослойными и состояли из множества отдельных элементов. В XVI—XVII веках формируется тип платья с выраженной конической формой лифа, сужающейся книзу, при этом верхняя часть платья, то есть корсаж, должна была быть твердой и образовывать гладкую поверхность. Иногда для этого использовали металлические корсеты, но чаще — несколько слоев плотной ткани. Иногда (однако для того периода ещё не обязательно) к лифу крепилась декоративная и одновременно дополнительно придающая форму подкладка — стомак.
По цветовой гамме и отделке стомаки XVI—XVII веков соответствовали стилю барокко — преимущественно темные и яркие цвета (черный, красный, бордовый) и обилие золотой и серебряной вышивки.

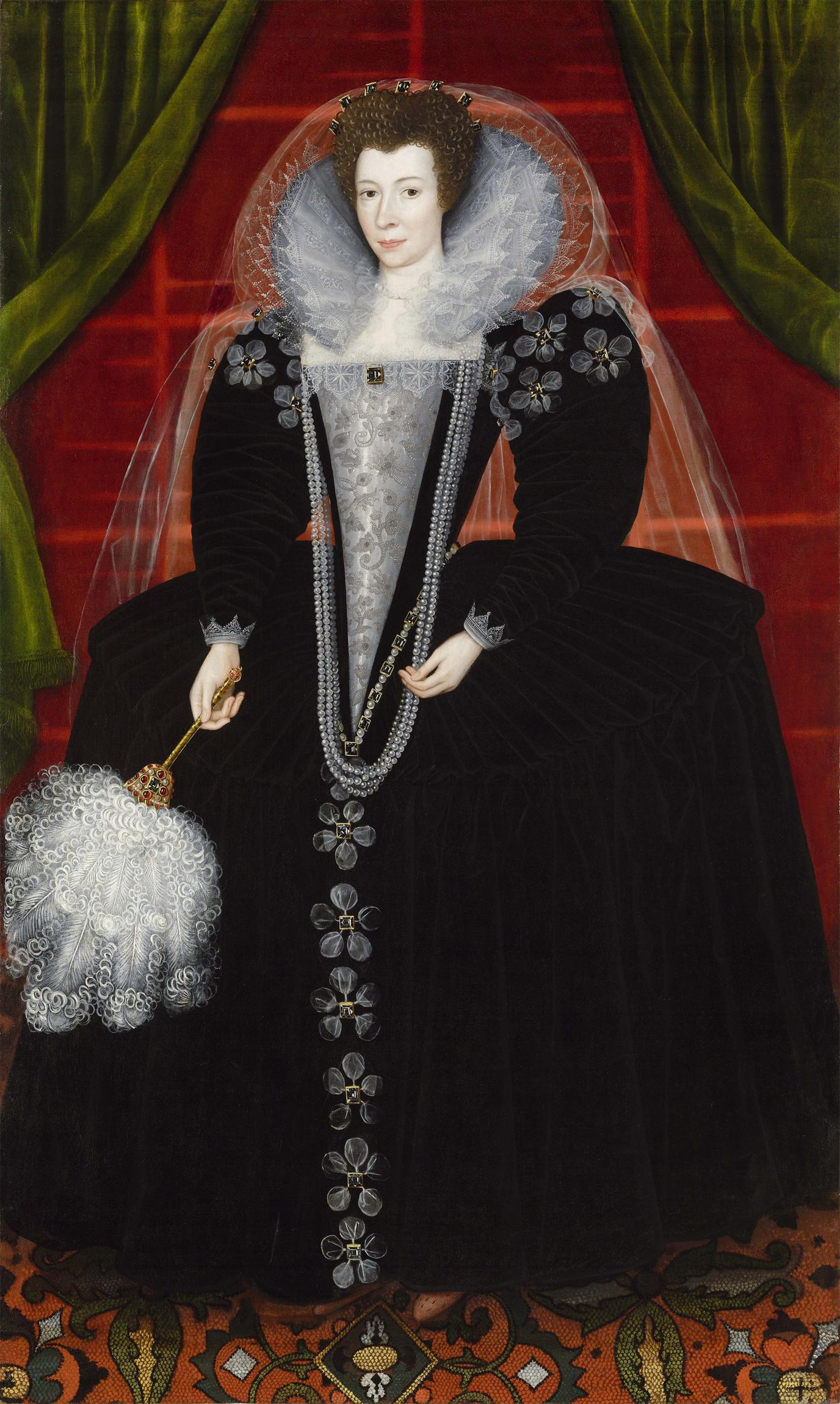
Английская школа. Портрет леди в черном, ок. 1600
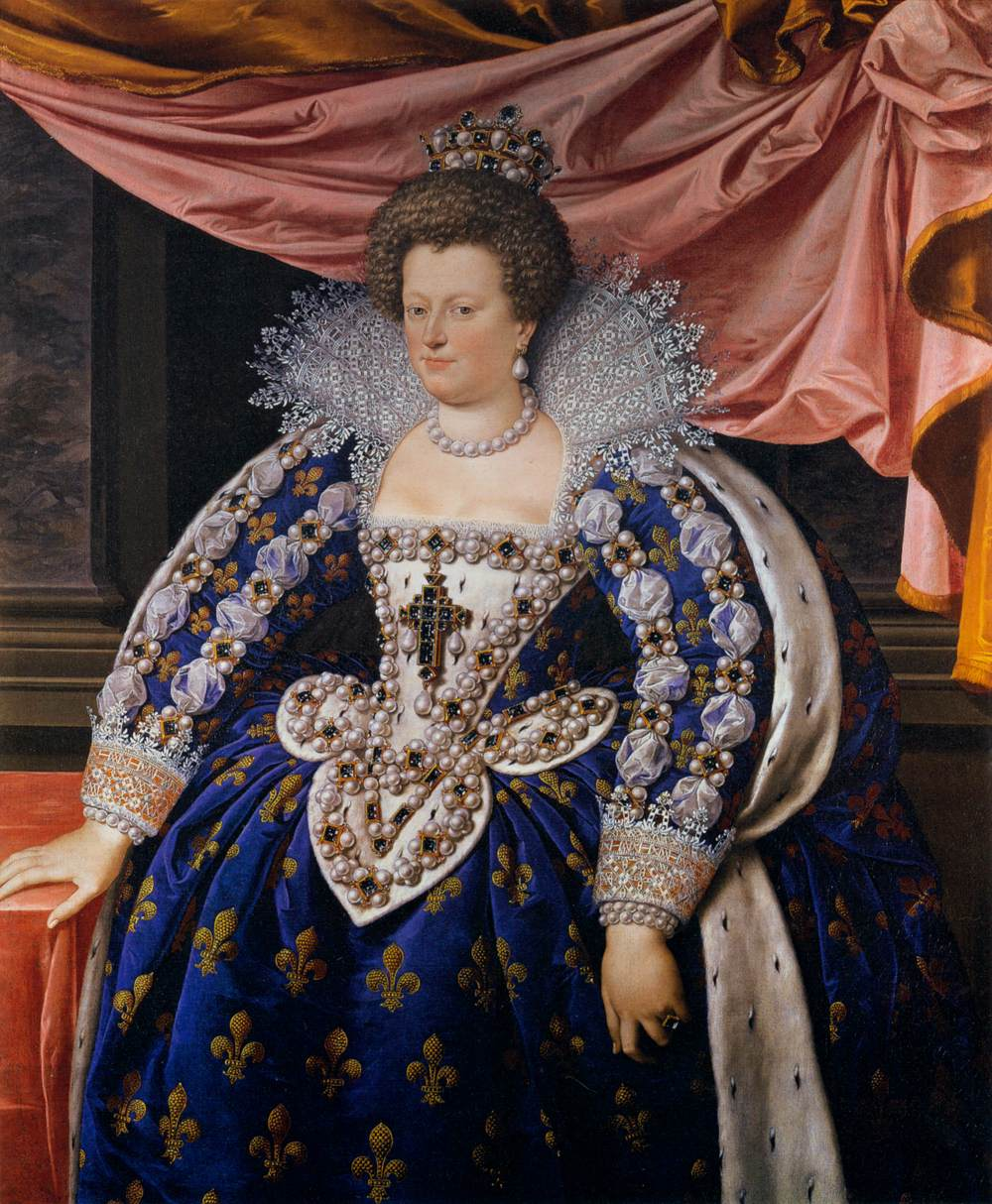
Франс Пурбус Младший. Мария Медичи, 1613
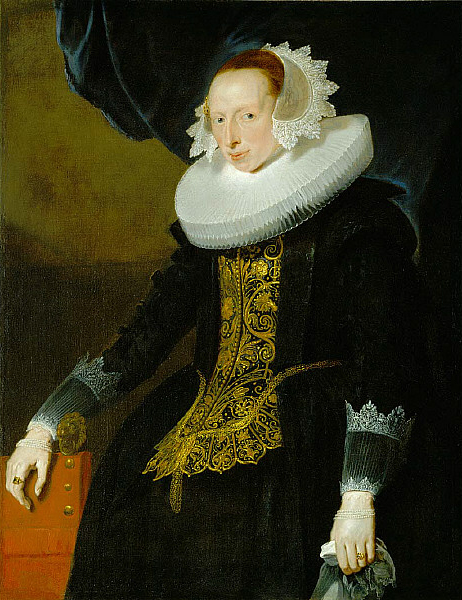
Питер Саутман. Портрет женщины, ок. 1630
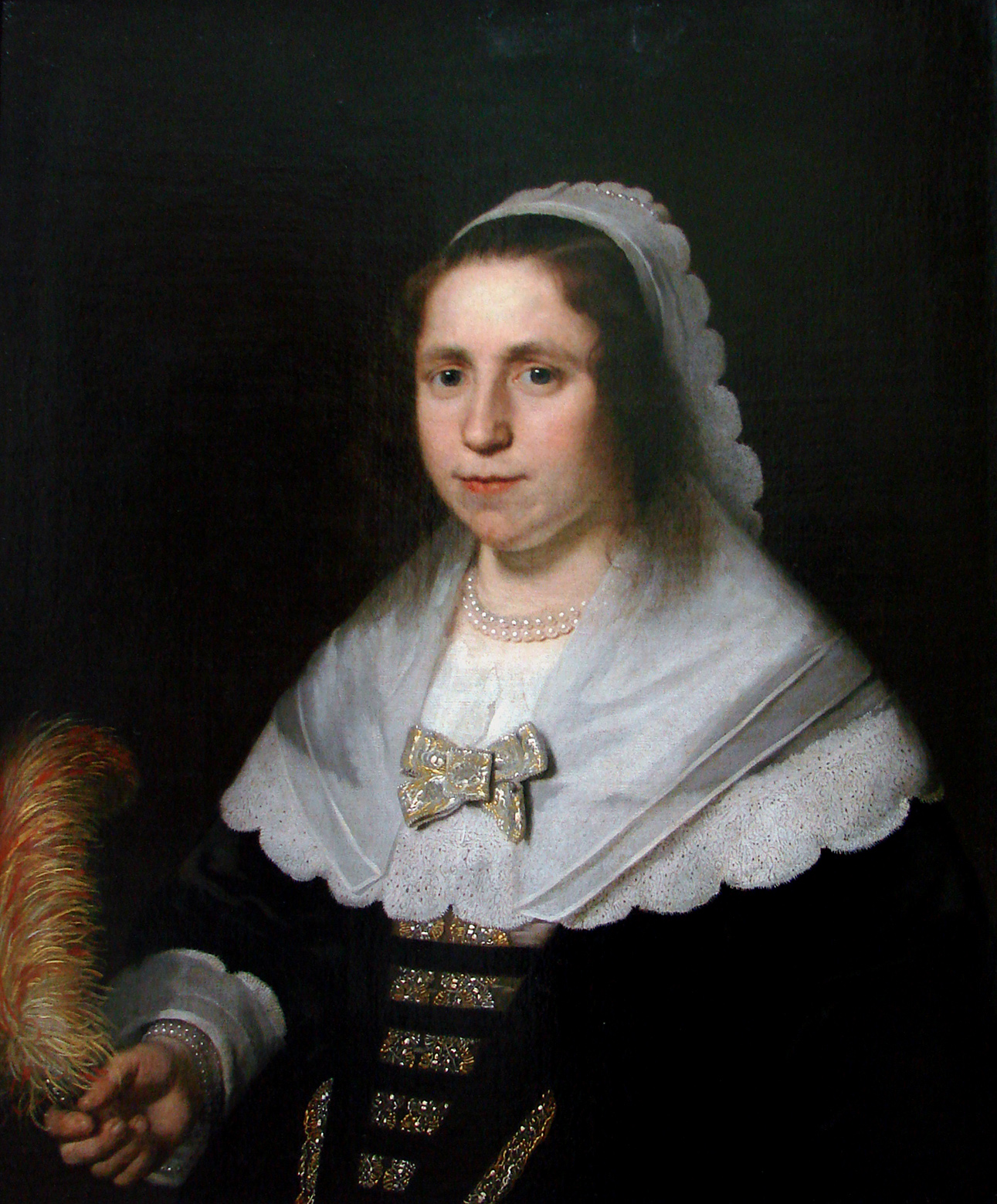
Бартоломеус ван дер Хелст. Портрет женщины, ок. 1645

## Эпохарококо
В первой половине XVIII века в общеевропейскую моду входит т. н. платье по-французски — распашное платье, с разрезами спереди на лифе и на юбке. V-образный или скругленный U-образный стомак является обязательной деталью платья такого фасона, благодаря чему большинство изображений и сохранившихся экземпляров стомаков относятся именно к XVIII веку.
Стомаки крепились к платью различными способами: на крючки и пуговицы с обратной стороны, на воздушные петли, при помощи булавок, на завязки и так далее. Поскольку стомак был съемным и самостоятельным элементом, его можно было сочетать с разными платьями, что позволяло разнообразить свой гардероб. Однако из-за того, что стомак каждый раз приходилось заново крепить к лифу, каждое переодевание дамы занимало много времени и не обходилось без посторонней помощи.
В XVIII веке стомаки изготавливали под цвет платья, преимущественно нежных, пастельных тонов, и отделывали в тон остальным элементам платья, особо популярной была яркая цветочная вышивка.
Наиболее частыми декоративными решениями моды XVIII века были:
- стомаки, расшитые золотой и серебряной нитью;
- стомаки с зигзагообразной шнуровкой;
- стомаки, отделанные чередующимися полосками кружева;
- стомаки, украшенные рядами бантов (фр. echelle — лестница).

Если лиф платья и стомак были однотонными и не изобиловали отделкой, в качестве украшения использовались броши, как правило, в форме бантов или с подвесками (т. н. броши Савинье). Зачастую броши, как и банты, располагались рядами по мере уменьшения объёма, чтобы подчеркнуть V-образную форму лифа.

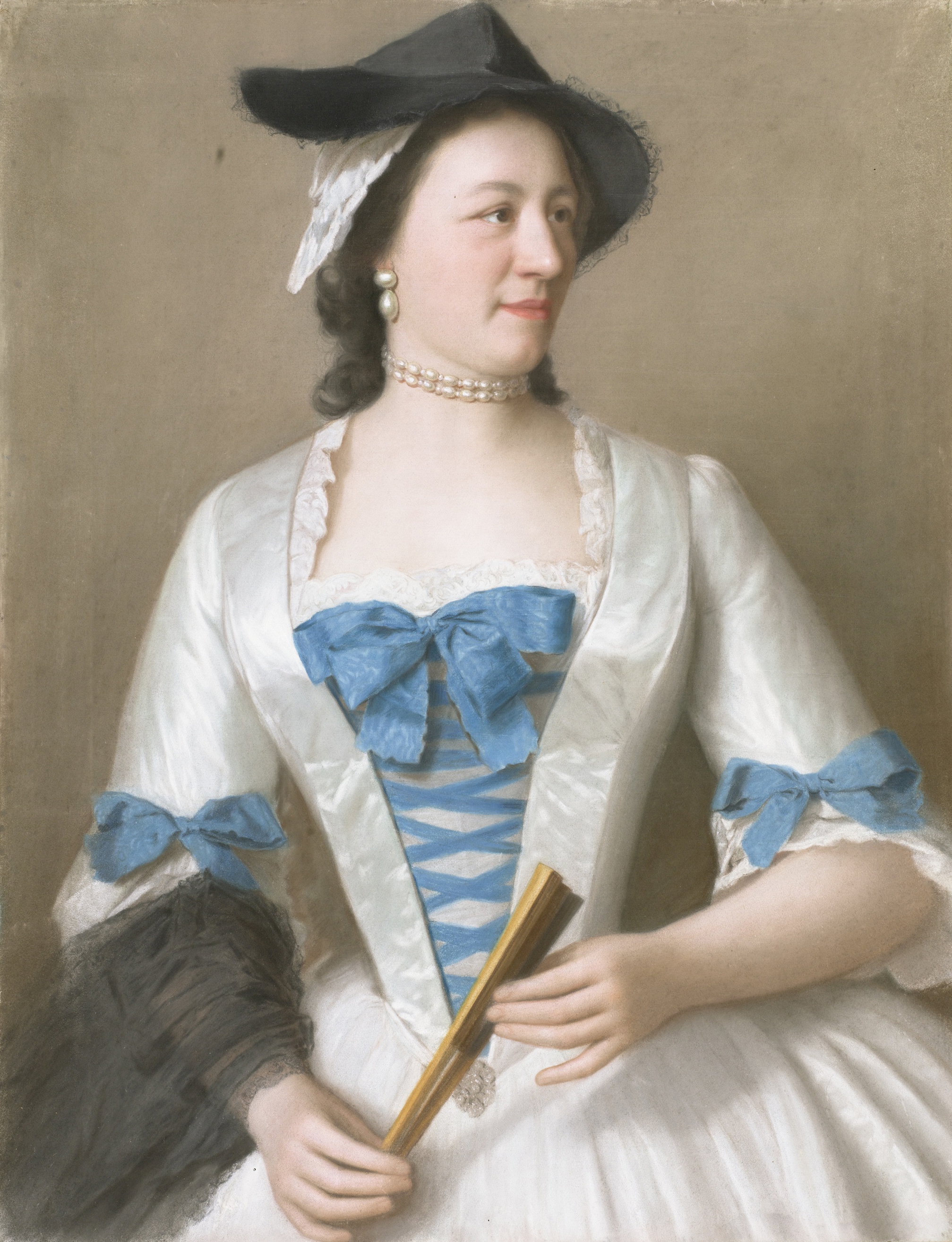
Портрет Жанны-Элизабет де Селлон, 1746
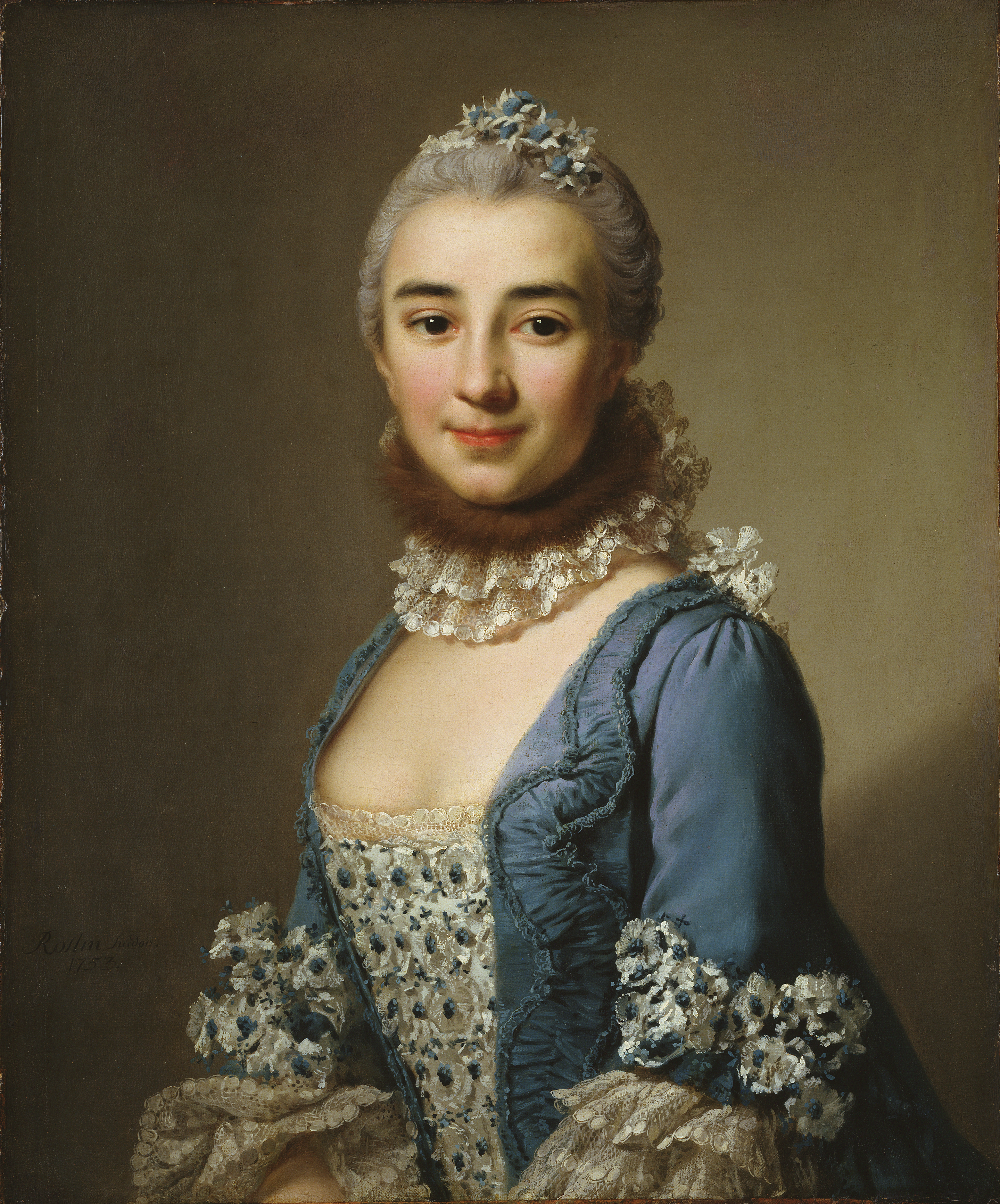
Александр Рослин. Портрет леди, 1753
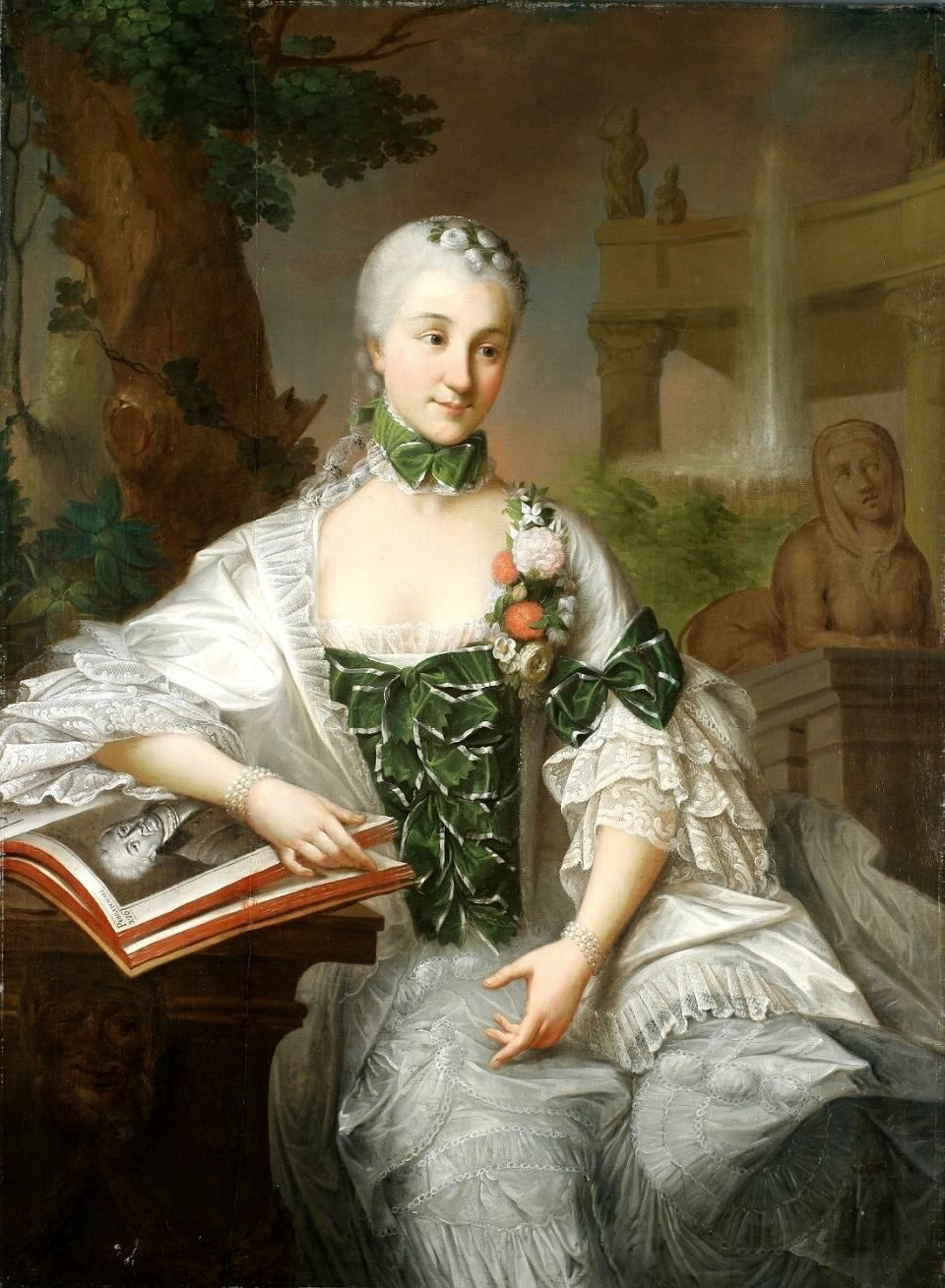
Портрет Изабеллы Понятовской, 1757
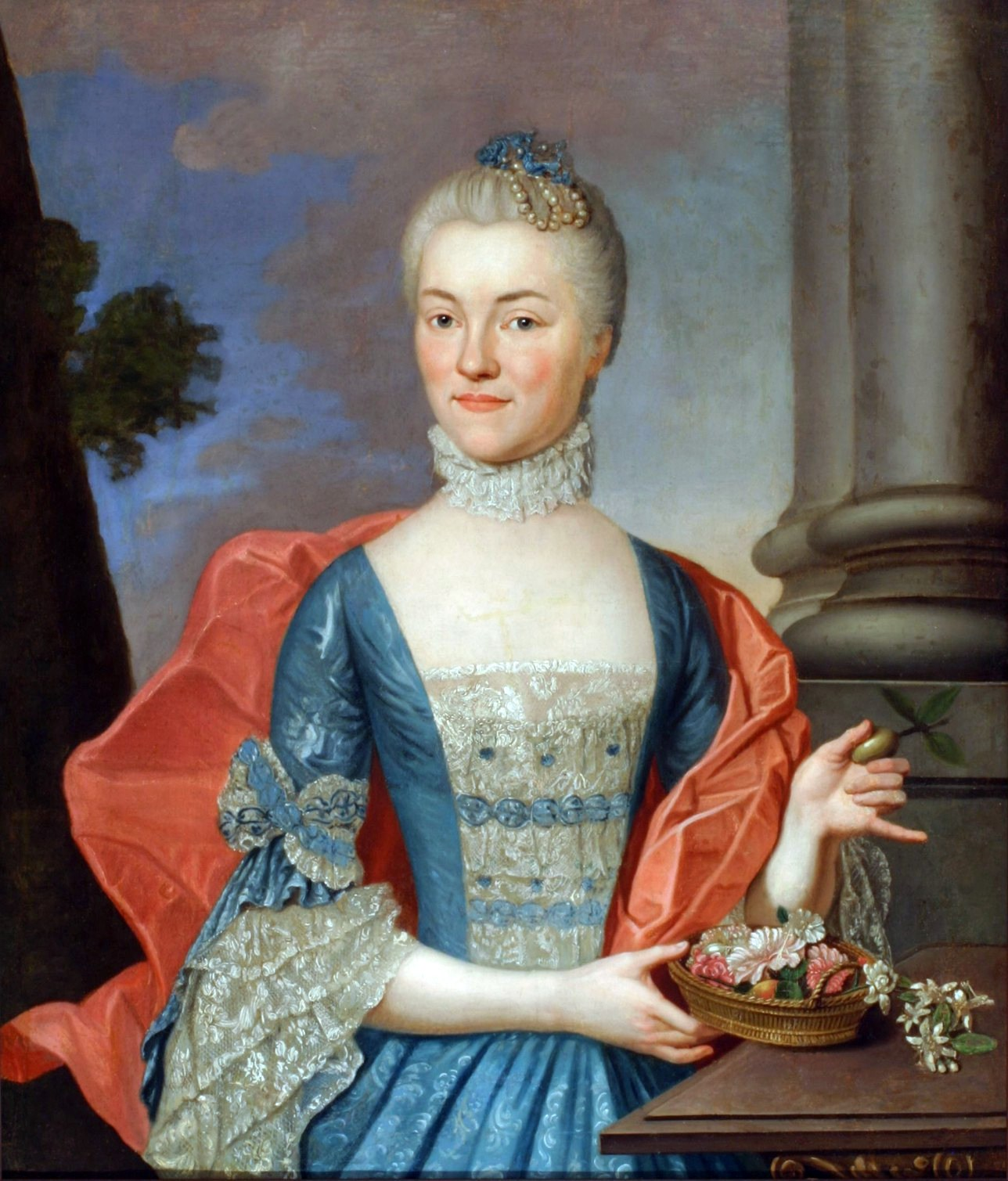
Портрет жены Адама Хмары, 1763